# Lundyponny
Lundyponnyn är en ganska nyutvecklad hästras som avlades fram i England på ön Lundy Island utanför Englands och Wales västkust. De små ponnyerna har fått namn efter ön och är också utvecklade av enbart en enda man som dessutom ägde ön under 1920-talet. Ponnyerna är attraktiva och extremt härdiga och passar utmärkt som ridponnyer för barn. 

## Historia
Lundyponnyns historia börjar 1928 med engelsmannen Martin Coles Harman som ägde hela Lundyön. Han köpte 34 ston och 8 föl av rasen New Forest-ponny, och en Welshponnyhingst som var rödskimmel. Trots att Martin Harman hade tillgång till ett stort antal av de inhemska ponnyraserna Dartmoorponny och Exmoorponny så ville han inte använda dessa ponnyer då han ville ha hästar med lite mer höjd och lite mer elegans. Några Welsh mountain-hingstar och en hingst av rasen Connemaraponny användes också i utvecklingen av Lundyponnyn. 
Det bittra klimatet gjorde dock att Welshponnyhingsten dog redan efter ett år och Martin Coles Harman hade då bara avlat fram ett enda föl som kallades Pepper. Pepper visade sig dock bli oumbärlig i uppfödningen av Lundyponnyerna. Pepper var en mycket ljus, nästan gräddfärgad black med kolsvart man och svans och kom sedan att bli stamfader till hela rasen med sin höga fertilitet som dessutom gick i arv till alla hans avkommor och stammen växte snabbt.  
Redan under 1930-talet fanns ett stort antal ponnyer på ön. Det fanns så pass många att Martin Harman själv bestämde sig för att sälja över 50 stycken ponnyer till fastlandet. Under Andra världskriget bröts all kommunikation mellan fastlandet och Lundy Island och det fanns inga sätt att transportera ponnyerna så stammen växte igen till lite över 100 ponnyer. Den höga fertiliteten hos hingstarna gjorde att Harmann var tvungen att skjuta några hingstar för att stammen inte skulle bli alldeles för stor för snabbt. 
1980 flyttades hela flocken från ön till Cornwall och Devon på det engelska fastlandet där stammen fick bättre bete och chans att växa samtidigt som kvalitén skulle höjas. 1984 startades Lundy Pony Breed Society för att se över rasen och hålla lite kontroll över aveln. Föreningen flyttade även tillbaka en del av ponnyerna, dock bara ston och några föl, till Lundyön där de idag lever i halvvilt tillstånd. 
Lundyponnyerna har sedan dess ökat i kvalitet med hjälp av en kontrollerad avel och används som ridhäst för barn eller till körning.

## Egenskaper
Lundyponnyn är en härdig, sund och stark ponny som på grund av det dåliga betet och hårda vädret fått en naturlig motståndskraft. Ponnyerna har kraftiga bogar och starka ben. Nacken är muskulös och ryggen stark.
Även om ponnyn växt upp i ett tufft klimat så är de ädla och vackra med ett fint huvud, med rak nosprofil. Ponnyerna har ett lugnt och stabilt temperament som har gjort dem till utmärkta ridponnyer för barn.  